# Імені Будьонного
імені Будьо́нного (рос. имени Будённого) — присілок у складі Макушинського округу Курганської області, Росія. 
Населення — 42 особи (2010, 59 у 2002).
Національний склад станом на 2002 рік:
- росіяни — 91 %